# Балач, Илие
Илие Балач (13 сентября 1956 — 21 октября 2018) — румынский футболист, полузащитник, и тренер.
Большую часть профессиональной карьеры провёл в «Университатя Крайова», принял участие в более чем 300 официальных играх за клуб, выиграл семь национальных трофеев. Получил прозвище Minunea blondă (рус. Белое чудо), считается одним из лучших румынских футболистов своего времени.

## Игровая карьера

### Клубная карьера
Балач был воспитанником молодёжной системы «Университатя Крайова». Он дебютировал в первой команде в 1973 году, в возрасте 16 лет, и выиграл чемпионский титул в своём первом сезоне. Вскоре ему удалось стать одним из самых молодых авторов гола в румынской лиге. Балач провёл 12 сезонов с «Университатей», помог клубу выиграть два чемпионских титула подряд в 1980 и 1981 годах. Он также четыре раза выигрывал кубок Румынии: в 1977, 1978, 1981 и 1983 годах. Он помог команде выйти в полуфинал Кубка УЕФА 1982/83, затем зимой 1984 года перебрался в «Олт Скорничешти». В декабре 1982 года он подписал предварительный контракт с итальянским клубом «Милан», но трансфер заблокировали румынские власти.
В сезоне 1986/87 он вместе с товарищем по «Университате» Родионом Кэмэтару присоединился к «Динамо Бухарест». Он провёл в клубе два сезона под руководством Мирчи Луческу. Однако Балач не выиграл ни одного трофея в составе клуба и после травмы колена ушёл из футбола.

### Международная карьера
Балач дебютировал в сборной Румынии 23 марта 1974 года в товарищеском матче против Франции в возрасте 17 лет. В период с 1974 по 1986 год он сыграл 65 матчей и забил восемь голов за сборную Румынии.
Он также стал капитаном национальной сборной в отборочном цикле Евро-1984, но из-за травмы не смог сыграть за Румынию в финальной части турнира.

## Тренерская карьера
После ухода из футбола Балачи стал тренировать команды низших лиг «Пандурий» и «Дробета-Турну-Северин». С 1991 года он тренировал клубы в Северной Африке и на Ближнем Востоке, он выиграл более 22 национальных и международных трофеев.
В 1991 году он возглавил тунисский «Клуб Африкен», с которым выиграл чемпионат, кубок и Лигу чемпионов КАФ. Затем он тренировал марокканский «Олимпик Касабланка», с которым дважды выиграл Арабский кубок обладателей кубков. Затем он руководил клубами с Ближнего Востока: «Аль-Шабаб Дубай», «Ан-Наср Эр-Рияд», «Аль-Хиляль Эр-Рияд», «Аль-Айн» и «Аль-Садд» — выигрывал чемпионаты и кубки ОАЭ, Саудовской Аравии и Катара. В июне 2003 года он был назначен тренером «Шабаб Аль-Ахли», с которым выиграл Кубок президента ОАЭ, работал в клубе до января 2005 года. Затем он перешёл в катарский клуб «Аль-Араби Доха» на сезон 2005/06, позже вернулся в клуб «Аль-Шабаб» из ОАЭ, но в этот раз ничего не выиграл. В августе 2007 года Балач был нанят на пост генерального менеджера «Университатя Крайова 1948», которую до этого дважды возглавлял как тренер. 22 июля 2009 года Балач был назначен главным тренером кувейтского клуба «Казма». С этой командой он дошёл до четвертьфинала Кубка АФК 2010 года.
11 июля 2011 года он вернулся в Марокко, подписав контракт с «Раджой», но в сентябре был уволен из-за конфликта на почве финансов. В «Радже» его сменил Бертран Маршан.
4 июня 2013 года Балач подписал контракт с новичком Саудовской премьер-лиги «Аль-Нахда» и помог клубу избежать вылета. В сентябре 2013 года он был уволен с должности тренера из-за неудачного начала сезона, клуб набрал всего одно очко в первых четырёх матчах.
В апреле 2016 года он занял должность главного тренера в суданском клубе «Аль-Хиляль Омдурман». Балач был уволен в сентябре 2016 года, за три игры до конца сезона, при этом команда претендовала на чемпионский титул. Балач заявил, что владельцы клуба не хотели, чтобы он вошёл в историю клуба как тренер, приведший команду к чемпионству.
В июле 2017 года Балач был представлен в качестве нового тренера оманского клуба «Ас-Сувэйк». Несмотря на то, что команда лидировала в чемпионате с 38 очками в 15 играх, Балач решил расторгнуть свой контракт в марте 2018 года, за 12 игр до конца сезона.

## Личная жизнь
Балач утверждал, что родился 8 сентября 1956 года, но его родители официально зарегистрировали его только 13 сентября. У него было две дочери: старшая Лорена была замужем за футболистом Ойгеном Трике (развелись в 2015 году), а младшая Лиана-Габриэла, профессиональная теннисистка, замужем за Адрианом Унгуром.

## Смерть
Илие Балач умер 21 октября 2018 года в возрасте 62 лет, находясь дома в Крайове со своей матерью. Причиной смерти стал инфаркт миокарда.

## Награды
- Кавалер ордена «За верную службу» (2018 год, посмертно, Румыния)[29].